# 大吴泥塑
大吴泥塑（潮语俗称涂安仔），起源于南宋理宗嘉熙元年（1237年），是广东省潮州市潮安县浮洋镇大吴村的一项泥塑艺术。与天津泥人张、无锡惠山泥人齐名为中国三大泥塑。2008年6月入选第二批共计510项的国家级非物质文化遗产名录。

## 历史
大吴泥塑的历史最早可追溯到南宋末年。时大吴创村人为福建漳浦人吴静山，此人曾随其父亲在江苏无锡经商并学会了惠山泥塑艺术。此艺作为谋生手段又在大吴村代代相传。明朝中期由于民间的游神赛会、婚嫁生子、元宵庙会等节庆活动中，普通民众形成购买“喜童”或“纱灯头”（即制作纱灯的人物头像）的民俗习惯。而这类民俗活动对塑造人型的需求，客观上促进了大吴泥塑的发展。而到了清末民间赛会更是频繁，民间戏班林立，时潮州的潮剧戏班多达200余家，而铁枝木偶的需求也是大增。大吴泥塑的发展在此时达到了顶峰时期。时大吴村泥塑作坊林立，涌现出一大批很出名的“字号”，如利合、财合、福合、祥合、财记、喜记、荣记、金记、胜记、秀记等四十余家。现台湾珍藏着这些字号的大吴泥塑有二百余件。

## 制作工艺
它的制作工艺分为塑和绘。具体程序分为挖泥、炼泥、捏塑、烧坯和彩绘五个步骤。塑是指先将常用的形体，用泥捏塑成形，并制成模具，再将模具中的泥压制成为中空的半成品，接着组合成泥塑胎型。等其自然风干成型后或放入窑中低温烧制，将干燥的泥坯或烧制成型的坯体用颜色进行彩绘。其制作工艺的特色是采用了贴塑的方法进行捏塑胎型。

## 作品题材
取材范围主要分为戏剧类、肖像类、生活类、吉祥类。其中戏剧类的包括整台戏人物造型的大型泥塑称为“大斧批”，一两个人物的分“文身”与“武景”。肖像类是大吴泥塑里最考验师傅的品种之一，要按照定制者的要求依据其原型进行塑造。生活类的就是从生活中选取题材。吉祥类取源于民众避邪的朴素观念。

## 图片

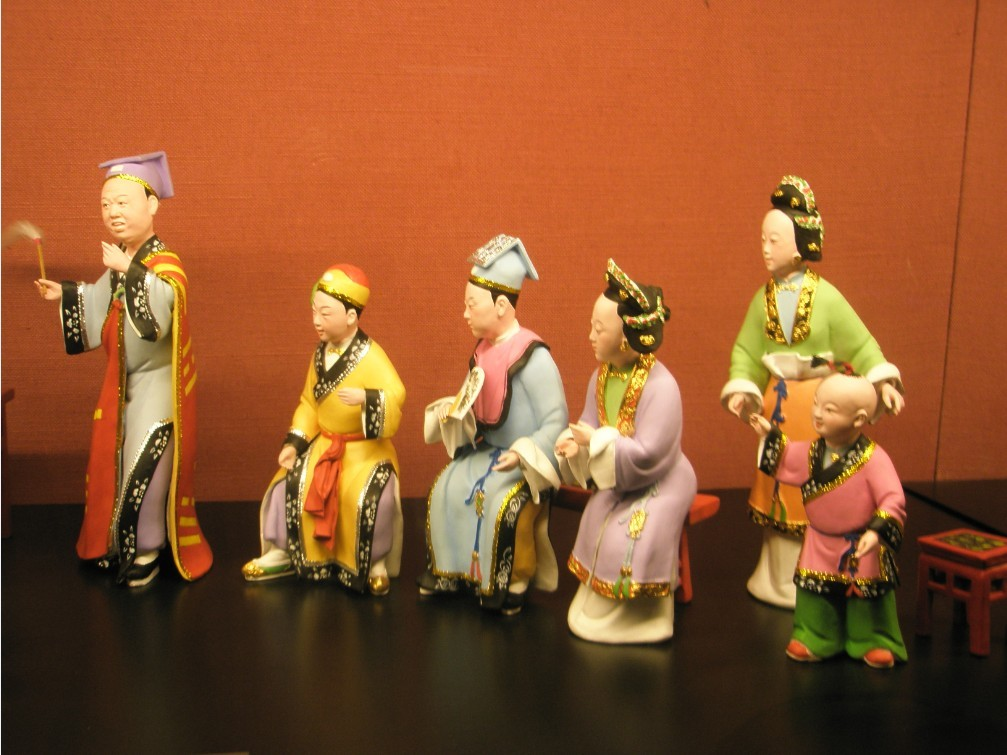
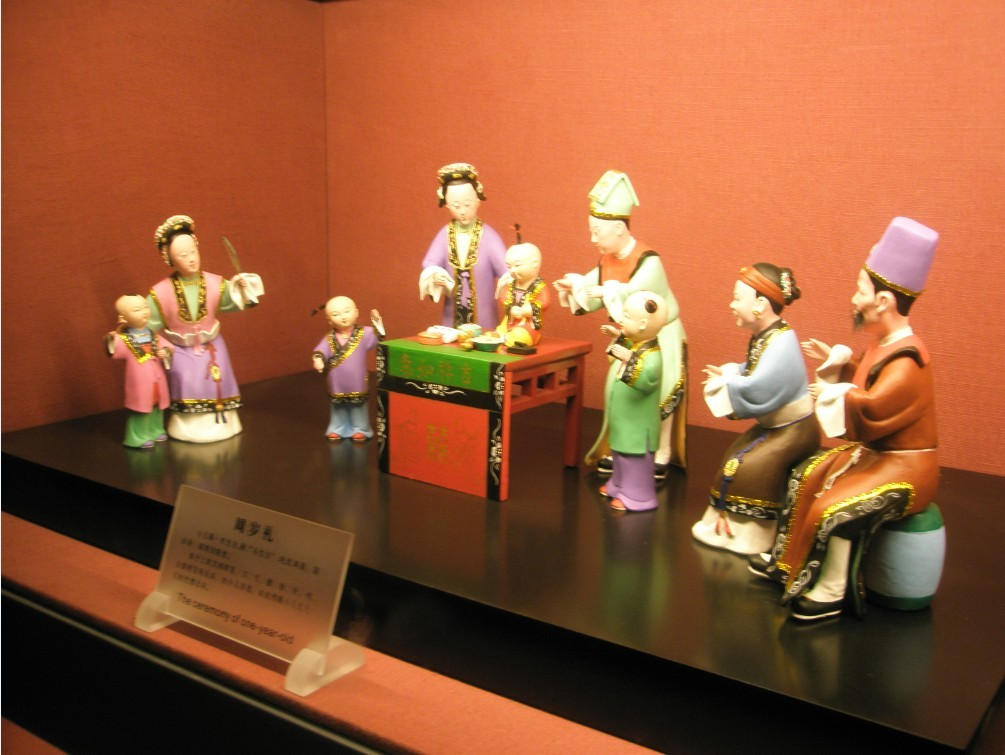
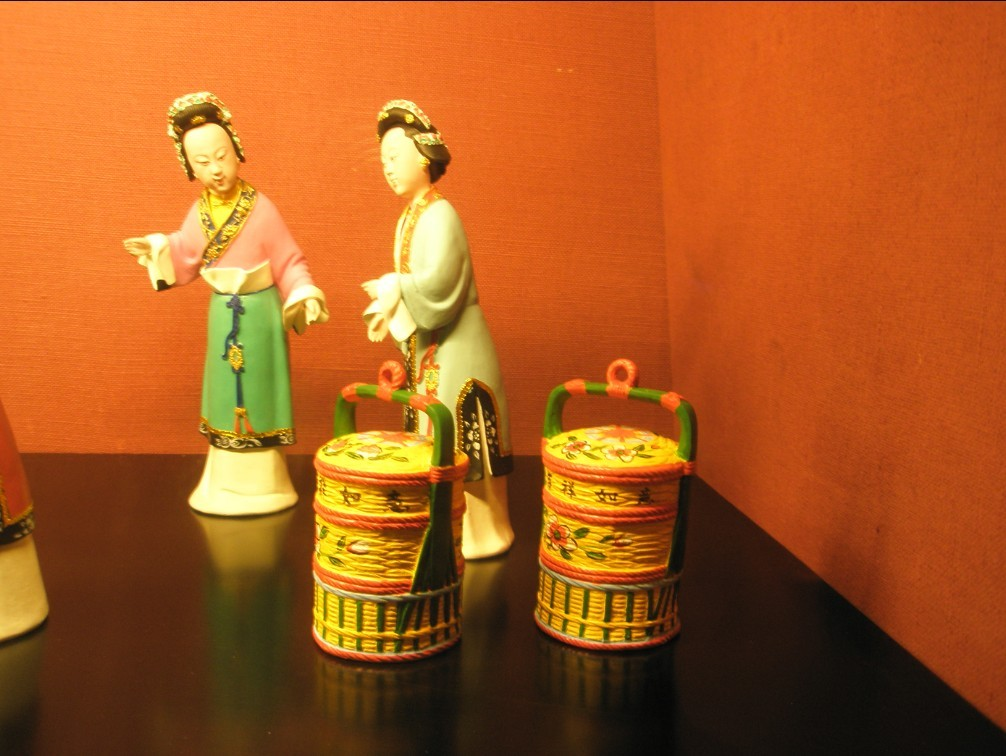